# Ahmed Arab
Pour les articles homonymes, voir Arab (homonymie).
Ahmed Arab, né le 19 mars 1933 à Chlef (appelée à l'époque Orléansville), en Algérie, et mort le 1er mars 2023 à Brive-la-Gaillarde en France, est un footballeur international algérien, disposant également de la nationalité française, devenu entraîneur. Il évoluait en France comme milieu de terrain.

## Carrière
Natif de Chlef, Ahmed Arab joue au Widad de Belcourt. Retenu dans la sélection d'Afrique du Nord, il est remarqué lors d'un tournoi en France. Il entame une carrière à Riom puis l'ESA Brive. 
Sélectionné pour les Jeux olympiques d'été de 1960 (où il a joué deux matchs et été expulsé une fois), il fait ses débuts professionnels dans la foulée avec le Limoges FC. Pour sa première saison en championnat de France de football, il inscrit 10 buts en 28 matchs mais son club est relégué. Il évolue deux années supplémentaires à Limoges, en D2, marquant 4 buts en 57 matchs.
En février 1963, il fait ses débuts en équipe d'Algérie de football. En un peu moins de deux ans, il honore dix sélections, plus quatre matchs « d'application ». 
En 1963 il rentre dans son club formateur en Algérie (rebaptisé Chabab Belcourt et qui deviendra le CR Belouizdad). Il en devient bientôt l'entraîneur-joueur. Il remporte notamment à trois reprises la Coupe d'Algérie de football, en 1966, 1969 et 1978. Il entraîne également d'autres clubs comme le Mouloudia Club d'Alger (1984-1985) et le Raed Chabab Kouba.
- International algérien de 1962 à 1964
- Premier match le 28/2/1963 : Algérie - Tchécoslovaquie Ol (4-0)
- Dernier match le 4/11/1964 : Algérie - U.R.S.S (2-2)
- Nombre de matchs joués : 8 (plus 1 matchs d'application)

## Palmarès
- Champion d'Algérie en 1965, 1966, 1969, 1970
- Vainqueur de la Coupe d'Algérie en 1966, 1969, 1970